# Trio pour clarinette, violon et piano
Un trio pour clarinette, violon et piano est un ensemble musical de musique de chambre composé d'une clarinette, d'un violon et d'un piano jouant des rôles relativement égaux, ou le nom d'une œuvre écrite pour un tel groupe.
Des œuvres de trio pour clarinette, alto et piano existaient bien avant le trio pour clarinette, violon et piano ; Mozart a composé son célèbre Trio Kegelstatt au XVIIIe siècle, et le compositeur Romantique Max Bruch a composé une suite de huit pièces pour ce type d'ensemble, ainsi qu'un double concerto pour alto, clarinette et orchestre.  Plusieurs de ces œuvres peuvent être (ou ont déjà été) transcrites pour trio avec clarinette, violon et piano.
Contrairement à un trio avec piano ou à un concerto, il n'existe pas de forme standard pour une composition dédiée au  trio pour clarinette, violon et piano : une pièce peut comporter un nombre quelconque de mouvements.
Sur le plan acoustique, le choix d'une clarinette, d'un violon et d'un piano est caractéristique dans la mesure où la plupart des musiques de chambre (et la plupart des musiques en général) contiennent des parties aiguës (soprano), moyennes (alto/ténor) et graves (basse/baryton).  Cependant, la clarinette et le violon jouent des parties relativement aiguës, ce qui donne un son moins équilibré que celui d'un trio contenant un registre plus large, comme un trio avec violon, violoncelle et piano. Le contraste timbral est assuré entre les bois (clarinette), cordes (violon) et instrument à clavier (piano).
En dehors de son utilisation classique, cette association d'instruments est courante dans la musique Klezmer.

## Début duXXesiècle
Il existe des exemples de trios clarinette, violon et piano antérieurs à 1970, réalisés par des compositeurs tels que Bartók (Contrastes), Baußnern (Sérénade), Stravinsky (suite de L'histoire du soldat), Milhaud (Suite pour clarinette, violon et piano, Op. 157b), Khachaturian. (Trio pour clarinette, violon et piano), Berg, Krenek et Ives.

### LesContrastesde Bartók
La pièce Contrastes de Béla Bartók, commandée pour le violoniste Joseph Szigeti et le clarinettiste Benny Goodman, est l'une des plus connues du genre. Kárpáti décrit la pièce comme possédant « une bravoure technique et en même temps... une versatilité poétique ». En revanche, E.R.  explique que les contrastes sont « de vitesse plutôt que d'humeur » mais que malgré ce « manque de variété... le génie de Bartók consiste en des dons de rhétorique si riches qu'il peut répandre cette seule humeur, et la répandre de manière intéressante, sur une partition ou plus d'œuvres à grande échelle ».
Seiber la considère « comme une œuvre moins lourde, moins importante dans l'ensemble de l'œuvre de Bartók », bien que « l'écriture pour le violon et la clarinette » soit « très efficace tout au long de l'œuvre". Un article décrivant un programme dans lequel " la note standard sur les Contrastes de Bartók [...] a été remplacée par une esquisse séquentielle et diagrammatique » a conclu que, « en fait, Bartók a l'air aussi impénétrable qu'il a l'air ».

## Fin duXXesiècle
Le Trio Verdehr a commandé des trios à des compositeurs tels que Leslie Bassett, Alan Hovhaness, Michael Daugherty, Karel Husa, Thea Musgrave, Ned Rorem, Ida Gotkovsky, Gunther Schuller, Peter Schickele, Jennifer Higdon, Alexander Arutiunian, David Diamond, Scott McAllister, William Bolcom, Betsy Jolas, Bright Sheng, Roberto Sierra, Libby Larsen, Philippe Manoury, Gian Carlo Menotti, Peter Sculthorpe, Iván Erőd et Joan Tower.
La pièce The End of Summer (1985) de Ned Rorem, que l'on retrouve sur plusieurs enregistrements de son œuvre, comporte des allusions à la musique d'église. Le compositeur décrit les similitudes de cette pièce avec son prédécesseur direct, son œuvre Scenes from Childhood, dans la mesure où chacun des trois mouvements est "suggéré par des œuvres musicales d'antan. Il y a des suggestions de Satie, Brahms, des chansonnettes de marelle et des hymnes protestants". Ned Rorem dit que ses pièces, celles de Musgrave et de Dickinson " citent toutes littéralement le passé " et décrit également avoir demandé à " Chuck " s'il avait déjà désapprouvé les pièces de Samuel Barber comme le partenaire de Rorem l'a fait pour celle de Rorem le soir de sa première. 
Le A Trio Setting de Gunther Schuller, dans " la forme classique rapide-lente-scherzo-rapide " montre l'influence de Bartók mais est décrit comme " original... varié, affectant et excitant tour à tour, et inventif " méritant d'être réécouté. 
Variations de Nathan Currier est décrite comme "plus difficile" et apparemment "trop longue à presque 34 minutes". Elle cite à plusieurs reprises comme thème une chanson de Binchois, "De plus en plus", sonnant comme une berceuse de Brahms. La pièce montre également l'influence des Contrastes de Bartók. 
Le Trio Setting de Husa [W22], commandé par le Trio Verdehr en 1981, met en valeur chaque instrument dans un seul mouvement et a été décrit par William Crutchfield comme, "standout...with its sure sense of climax and dramatic variety in the instrumental handling.".
Le Pierrot de Thea Musgrave a été commandé par le Trio Verdehr et a été créé à Istanbul, en Turquie, en 1986. Dans la lignée des œuvres antérieures de Musgrave, comme son deuxième concerto de chambre (1966), son Concerto pour clarinette (1967) et son Space Play (1974), Pierrot est très programmatique et la partition contient des indications sur les lieux de la scène, les plans d'éclairage et les mouvements.

## Concertos
Verdehr a commandé des concertos pour  clarinette, violon et piano à Buhr, David, Ott, Skrowaczewski et Wallace. Ils ont également commandé des doubles concertos violon-clarinette à James Niblock, William Wallace, Dinos Constantinides, Paul Chihara, Ian Krouse et Richard Mills.

## Compositeurs de trios clarinette-violon-piano
(Cette liste est incomplète.)

### Début duXXesiècle
| Composer              | Year | Piece                                                          | Opus            | Notes                                       |  |
| --------------------- | ---- | -------------------------------------------------------------- | --------------- | ------------------------------------------- |  |
| Béla Bartók           | 1938 | Contrastes pour clarinette, violon et piano                    | Sz. 111, BB 116 |                                             |  |
| Alban Berg            | 1926 | Adagio pour violon, clarinette et piano                        |                 | arrangement du Kammerkonzert, 2e mouvement. |  |
| Charles Ives          | 1934 | Largo pour violon, clarinette et piano                         |                 |                                             |  |
| Aram Khachaturian     | 1932 | Trio pour clarinette, violon et piano                          |                 |                                             |  |
| Waldemar von Baußnern | 1898 | Sérénade, pour clarinette, violon et piano                     | IWB 12          | -                                           |  |
| Ernst Krenek          | 1946 | Trio pour clarinette, violon et piano                          | Op. 108         |                                             |  |
| Darius Milhaud        | 1936 | Suite pour clarinette, violon et piano                         | Op. 157b        | - Darius Milhaud.                           |  |
| Igor Stravinsky       | 1918 | Suite de L'histoire du soldat pour clarinette, violon et piano |                 | Arrangé par le compositeur                  |  |

### 1949 et plus
| Compositeur           | Année | Pièce                                                           | Opus         |  |
| --------------------- | ----- | --------------------------------------------------------------- | ------------ |  |
| Joan Albert Amargós   |       |                                                                 |              |  |
| Alfredo Aracil        | 1992  | Movimiento perpetuo v.92                                        |              |  |
| Alexander Arutiunian  |       |                                                                 |              |  |
| William Bolcom        | 1994  | Trio pour clarinette, violon et piano                           |              |  |
| Charlotte Bray        | 2017  | Chant pour clarinette, violon et piano                          |              |  |
| Jane Brockman         | 1999  | Trio Nibiru pour clarinette, violon et piano                    |              |  |
|                       | 2007  | Trio Lemuria pour clarinette, violon et piano                   |              |  |
| John Craton           | 2003  | Sonate pour violon, clarinette et piano, "Trois Petites Filles" |              |  |
| Gustavo Díaz-Jerez    | 2012  | Exedrae                                                         |              |  |
| Donald Erb            |       | Sunlit Peaks and Dark Valleys                                   |              |  |
| Iván Erőd             | 1991  | Trio                                                            | Op. 59       |  |
| Christopher Fox       | 1992  | Straight Lines in Broken Times2                                 |              |  |
| Pedro Faria Gomes     | 2010  | Retour au pays                                                  |              |  |
| John Harbison         | 1982  | Variations                                                      |              |  |
| Stephen Hartke        | 1997  | Le Cheval à l'Oeil de Lavande                                   |              |  |
| Douglas Knehans       | 2002  | Rive                                                            |              |  |
| Alan Hovhaness        | 1988  | Trio Lake Samish                                                | Op. 415      |  |
| Evan Johnson          | 2003  | Ausschnitte                                                     |              |  |
| Michael Knopf         | 2014  | QuasiHelioSonic & Little Worlds                                 |              |  |
| Philippe Manoury      | 1992  | Trio Michigan                                                   |              |  |
| Edward Manukyan       | 2007  | Trio pour clarinette, violon et piano                           |              |  |
| Donald Martino        | 1973  | Trio pour clarinette, violon et piano                           |              |  |
| Gian Carlo Menotti    | 1996  | Trio pour clarinette, violon et piano                           |              |  |
| Denis Pousseur        | 1993  | Le Silence du Futur pour clarinette, violon et piano            |              |  |
| Manel Ribera          | 2008  | Trio pour clarinette, violon et piano                           |              |  |
| Ned Rorem             | 1985  | End of Summer                                                   |              |  |
| Timothy Salter        | 2017  | Triptyque pour violon, clarinette et piano                      |              |  |
| Rebecca Saunders      | 1994  | the underside of green                                          |              |  |
| Paul Schoenfield      | 1990  | Trio pour clarinette, violon et piano                           |              |  |
| Peter Scholes         | 1995  | Island Songs, Trio pour clarinette                              |              |  |
| Peter Sculthorpe      | 1992  | Dream Tracks                                                    |              |  |
| Juan María Solare     | 2008  | Greek Tales pour violon, clarinette et piano                    |              |  |
| Franklin Stover       | 2011  | Trialog pour violon, clarinette et piano                        | ["Trialog"]. |  |
| Galina Ustvolskaya    | 1949  | Trio                                                            |              |  |
| Octavio Vázquez       | 2012  | Trio pour violon, clarinette et piano                           |              |  |
| Johann Baptist Wanhal |       | Trio en mi bémol                                                | Op. 20, no 5 |  |

## Ensembles actuels de trio clarinette-violon-piano (2018)
(Cette liste est incomplète.)
| Trio                                 | Fondé | Clarinette                | Violon                     | Piano                   |
| ------------------------------------ | ----- | ------------------------- | -------------------------- | ----------------------- |
| The Verdehr Trio                     | 1972  | Elsa Ludewig-Verdehr      | Walter Verdehr             | Silvia Roederer         |
| The Ensemble da Camera of Washington | 1990  | Claire Eichhorn           | Ricardo Cyncynates         | Anna Balakerskaia       |
| Nordica Trio                         | 1994  | Karen Beacham             | Graybert Beacham           | Martin Perry            |
| The Kat Trio                         | 1998  | Vladislav Gorbich         | Victoria Gorbich           | Joseph Ross             |
| The Sapphire Trio                    | 1998  | Maxine Ramey              | Margaret Nichols-Baldridge | Jody Graves             |
| Strata                               | 1999  | Nathan Williams           | James Stern                | Audrey Andrist          |
| Pamina Trio                          | 2004  | Beatriz Lopez             | Ikuko Kitakado             | Keiko Hattori           |
| Prima Trio                           | 2004  | Boris Allakhverdyan       | Gulia Gurevich             | Anastasia Dedik         |
| Trio Gaudì                           | 2005  | Alessio Terranova         | Cardillo Giovanni          | Silvia Nicola           |
| Meridian Trio                        | 2006  | Helen James               | Mackenzie Richards         | Eamonn Ramsay           |
| Zodiac Trio                          | 2006  | Kliment Krylovskiy        | Vanessa Mollard            | Riko Higuma             |
| Vivezza Trio                         | 2010  | Nicole van Jaarsveld      | Inger van Vliet            | Angélique Heemsbergen   |
| Jacquin Trio                         | 2010  | Jessie Grimes             | Kay Stephen                | Charis Hanning          |
| Trio Aumage                          | ?     | Maguy Giraud              | Geneviève Melet            | Aurélie Samani          |
| Tripod Trio                          | ?     | Rié Suzuki                | Tim Schwarz                | David Pasbrig           |
| Aratos Trio                          | 2014  | Mihailo Samoran           | Katarina Popović           | Vanja Šćepanović        |
| Luz y Sombra                         | 2006  | Kymia Kermani             | Miriam Erttmann            | Katja Steinhäuser       |
| Ducasse Trio                         | 2010  | William Slingsby-Duncombe | Charlotte Maclet           | Fiachra Garvey          |
| Crescendo Trio                       | 2014  | Fanni Fekete              | Eszter Kruchió             | Ádám Zsolt Szokolay     |
| Trio Pokret                          | 2011  | Miloš Nikolić             | Madlen Stokić Vasiljević   | Maja Mihić              |
| Ensemble TrioPolis                   | 2015  | Kimberly Cole Luevano     | Felix Olschofka            | Anatolia Ioannides      |
| Trio Émerillon                       | 2017  | Charlotte Layec           | Elizabeth Skinner          | Olivier Hébert-Bouchard |